# Троицкий храм (Таганрог)
Троицкий храм — православный храм Святой Живоначальной Троицы в Таганроге.

## История храма

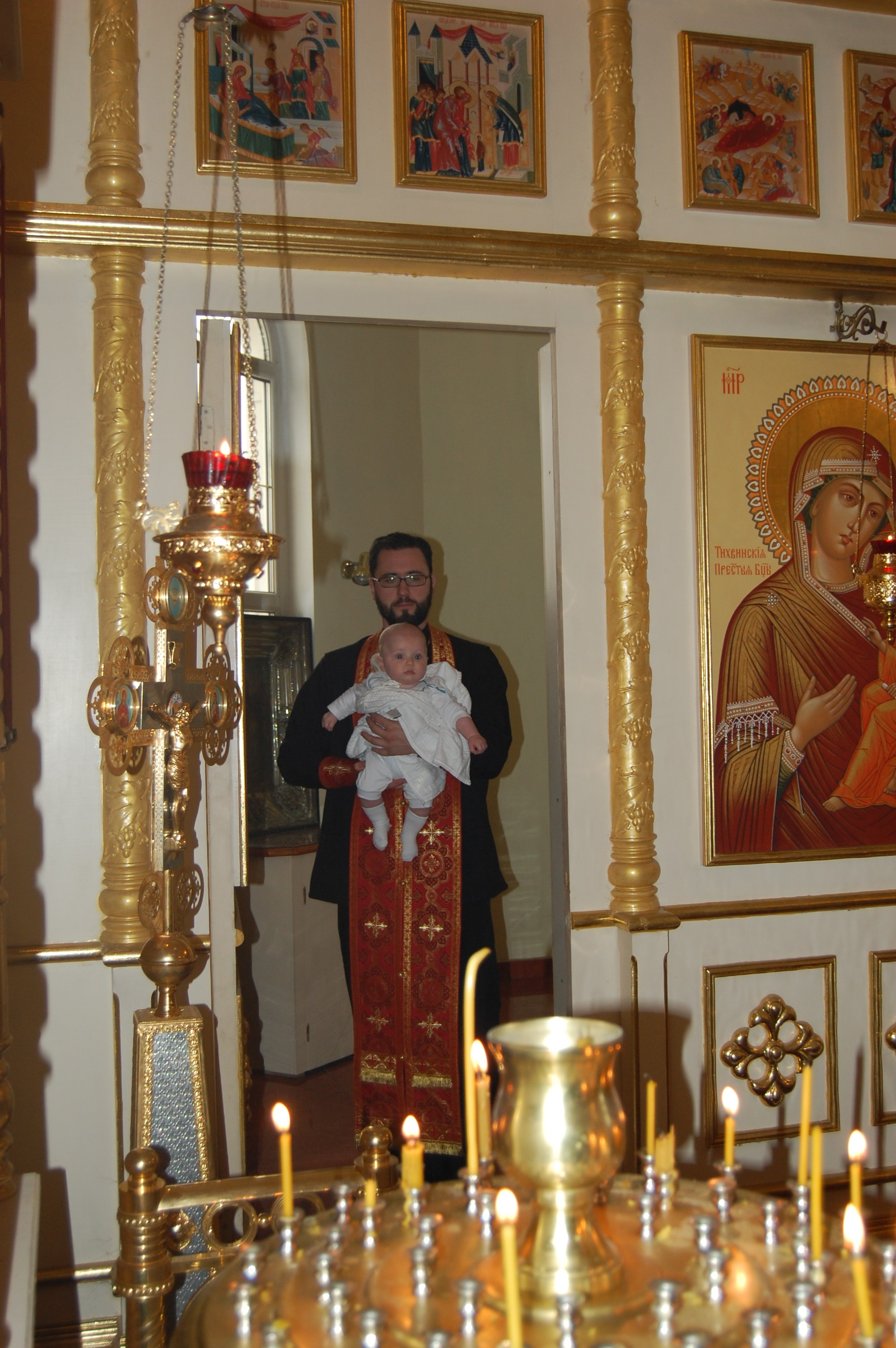
Протоирей Тимофей Фетисов крестит младенца в Троицком храме, 2009.

20 июля 2000 года в газете «Таганрогская правда» было опубликовано обращение профессора ТРТУ В. Тимошенко, ректора ТГПИ К. Хоруженко, писателя И. Бондаренко, журналиста Ю. Латка, заслуженной артистки России И. Гриценко и других представителей творческой интеллигенции к мэру Таганрога Сергею Шило и церковным властям, с выражением особой озабоченности по поводу сложившейся обстановки в городском микрорайоне «Русское поле». Авторы обращения обращали внимание на то, что стало следствием вытравливания христианских идеалов в России: высокий уровень преступности и наркомании, тоталитарного сектантства и проституции при полном отсутствии работы с молодежью. Завершалось обращение призывом основания в микрорайоне «Русское поле» православного прихода с активной социальной программой решения означенных проблем.
Эта идея была активно поддержана Русской Православной Церковью, которая предложила не только построить церковь, но и сделать её центром духовной реабилитации жителей Русского поля. Практическое осуществление этой задачи взял на себя священник Тимофей Фетисов. 9 апреля 2001 года отец Тимофей был официально назначен к духовному и административному окормлению прихода архиепископом Ростовским и Новочеркасским Пантелеимоном. В память о первом храме Таганрога было решено именовать созидаемую святыню в честь Живоначальной Троицы. В начале 2001 года был сформирован попечительский совет храма. Самыми активными участниками совета стали профессор ТРТУ Владимир Тимошенко и член Союза Журналистов Юлия Латка.
По благословению Архиепископа Ростовского и Новочеркасского Пантелеимона 8 июня 2003 года состоялась закладка и освящение места под строительство храма Святой Живоначальной Троицы. 25 мая 2004 года установлен иконостас. 30 мая 2004 года в престольный праздник храма в день Святой Троицы было отслужено первое малое богослужение — акафист Святой Живоначальной Троице. 3 июля 2004 года по благословению Архиепископа Ростовского и Новочеркасского Пантелеимона состоялось освящение храма с молитвой обновления.
4 июля 2004 года в новопостроенном храме совершена первая Божественная Литургия.

## Духовенство
- протоиерей Тимофей Фетисов — настоятель Свято-Троицкого храма
- иерей Михаил Олексив — клирик Свято-Троицкого храма